# إنتركونتيننتال شانغهاي ووندرلاند
إنتركونتيننتال شانغهاي ووندرلاند هو فندق فريد بدأ العمل به في 20 نوفمبر 2018، يبعد عن مدينة شانغهاي بحوالي 50 كم. تم بناء الفندق على مقلع مهجور، ويضم بعض الغرف تحت الماء.

## الأسعار
كان من المتوقع أن تكون أسعار الليلة ب 500 دولار لكن في 2020 وصلت سعر الغرفة في الليلة إلى 360 دولار. 